# Weston Price
Weston Andrew Valleau Price, D.D.S. (* 1870 in Newburgh (Ontario); † 23. Januar 1948 in Santa Monica) war ein amerikanischer Zahnarzt und Ernährungswissenschaftler. Er war von 1914 bis 1923 Vorsitzender der Forschungsabteilung der American Dental Association. Bekannt wurde er vor allem durch seine Studien über die Ernährungsgewohnheiten abgeschiedener Völker.

## Studien
Price beobachtete zunehmende Fälle von Zahnfäule und einen generellen Abbau physischer Stärke seiner Patienten. Dies veranlasste ihn zu Forschungsreisen zu verschiedensten Völkern über den gesamten Globus, die in Abgeschiedenheit von der modernen Zivilisation lebten. Die gewonnenen Beobachtungen flossen in das 1939 von ihm veröffentlichte Buch und Bilderwerk Nutrition and Physical Degeneration, es beinhaltet ethnographische Ernährungsstudien verschiedener abgeschiedener Kulturen: Bei den Einwohnern im Lötschental in der Schweiz, auf den Hebriden, bei Indianern in Nord-Kanada, Polynesiern, Pygmäen, Aborigines und Māori. Nach Price’ Hypothese leiden jene Kulturen seltener an Erkrankungen wie Karies oder Tuberkulose als vergleichsweise westliche Kulturen. Das läge daran, da wichtige Vitamine und Mineralstoffe zur Verhinderung dieser Krankheiten durch industriell gefertigte und gelagerte Lebensmittel verloren gingen.
Price suchte nach den Faktoren, die einen guten Gesundheitszustand bedingen und in der modernen Welt fehlten: Er fand sie in der unterschiedlichen Nahrung. Price untersuchte die Zusammensetzung der Nahrungsmittel der Ureinwohner in den verschiedensten Ländern und stellte fest, dass diese wenigstens viermal so viel Calcium und andere Mineralien, und mindestens zehnmal so viele fettlösliche Vitamine tierischer Herkunft aus etwa Butter, Rogen, Schalentieren und Organen enthielten, wie eine durchschnittliche amerikanische Ernährung.
Die Zahnschädigungen betrachtete Price nicht nur als lokales Phänomen im Mundraum, sondern als Manifestation einer „Degeneration der Rasse“ (race decay) inklusive eines Verfalls der Moral. So sollen gemäß Price Zahnschädigungen ein systemischer Zustand sein, der Auswirkungen auf den ganzen Körper sowie auf den Geisteszustand nach sich ziehen soll.
Price beteiligte sich außerdem an der Erforschung der Ursache der „gefleckten Zähne“ (Zahnfluorose; engl.: „mottled teeth“). Zum einen gewährte er als Mitglied des Forschungsbeirats der American Dental Association dem Zahnarzt Frederick Sumner McKay eine finanzielle Unterstützung für dessen einschlägige Arbeit. Zum anderen war er selbst Mitglied einer offiziellen Kommission zur Erforschung der Ursache der gefleckten Zähne. Als die Arbeitsgruppe um den marokkanischen Veterinär Henri Velu Zahnschäden bei Tieren nach dem Verfüttern fluoridhaltigen Futters beobachtete und einen Zusammenhang mit dem Auftreten der „gefleckten Zähne“ beim Menschen vermutete, war es Price, der in seinem Labor Analysen des Fluoridgehalts der gelieferten Wasserproben durchführen ließ.

## Rezeption
1940 wurden verschiedene Rezensionen veröffentlicht. Das Canadian Medical Association Journal lobte das Buch als Meisterstück der Forschung und war der Meinung, dass die Auswirkung auf die Ernährung durch Price’ Studien gleichzusetzen sei mit den gewonnenen Erkenntnissen auf den Verdauungstrakt durch die Arbeiten von Iwan Petrowitsch Pawlow. Dagegen übte das Journal of the American Medical Association Kritik an Price und seinen beschriebenen Studien. So stufte man seine Arbeitsweise als beobachtend und voreingenommen ein, zudem eher evangelistisch und weniger als wissenschaftlich.
Anfang der 80er Jahre wurde weitere Kritik an der Arbeit von Price durch William T. Jarvis veröffentlicht. So sah man Price’ Arbeit als Beispiel für den Mythos des gesunden „Wilden“. Nach diesem Mythos ist ein Individuum in einer technologisch rückständigeren Gesellschaft angeblich gesünder als ein Individuum in einer moderneren Gesellschaft. Jarvis monierte das Fehlen quantitativer Analysen und gab an, dass Price alternative Erklärungen für seine Beobachtungen nicht berücksichtigt habe: Beispielsweise verursacht übermäßiger Genuss von Lebensmitteln gesundheitliche Probleme, nicht aber notwendigerweise die (industriell hergestellten) Lebensmittel selbst. Zudem sah er eine Voreingenommenheit bei Price, so dass dieser die vorhandenen gesundheitlichen Probleme primitiverer Gesellschaften wie Parodontitis überging.
Stephen Barrett von Quackwatch ist der Ansicht, dass Price generell zu einfache Schlussfolgerungen gezogen hatte. So hatte er ignoriert, dass die Lebenserwartung rückständigerer Kulturen geringer ist und die Kindersterblichkeit, endemische Krankheiten und Mangelernährung ausgeprägter vorkommen.

## Trivia
1952 wurde die Non-Profit-Organisation Santa Barbara Medical Research Foundation gegründet, die 1965 in die Weston A. Price Memorial Foundation und 1972 in die Price-Pottenger Nutrition Foundation (PPNF) umbenannt wurde. Die jetzigen Namensgeber dieser NGO sind neben Price auch Francis M. Pottenger Jr., der zahlreiche Ernährungsstudien bei Tieren (Katzen) durchgeführt hatte. Nach eigener Darstellung sieht sich die PPNF als Organisation, die über die Vorteile einer natürlichen und einer auf Verzehr von Fleisch basierenden Ernährung aufklären möchte.
Eine andere, 1999 gegründete NGO, die Weston A. Price Foundation (WAPF), hat nichts mit der PPNF zu tun und sieht sich als Ernährungsberatung. Quackwatch kritisiert ihre fragwürdigen Ernährungsstrategien. Das Blog Science-Based Medicine stuft die Stiftung wegen ihrer falschen und irreführenden Empfehlungen in Bezug auf Ernährung und Gesundheit als eine der diesbezüglich schlechtesten Seiten ein.

## Werke
Seine Erfahrungen und Erlebnisse schrieb Dr. Price in seinem Buch Nutrition and Physical Degeneration nieder. Das Wissen aus diesem Buch hat Albert von Haller in deutscher Sprache im Buch Gefährdete Menschheit veröffentlicht. Außerdem verfasste Price das Buch Dental Infections and the Degenerative Diseases.
In Deutschland wurden seine Erkenntnisse durch Albert von Haller in seinem Buch Gefährdete Menschheit popularisiert.